# Chris Chiozza
Christopher Xavier Chiozza, né le 21 novembre 1995 à Memphis dans le Tennessee, est un joueur américain de basket-ball. Il mesure 1,78 m et évolue au poste de meneur.

## Biographie

### Carrière professionnelle
Le 22 février 2019, il signe un contrat de 10 jours avec les Rockets de Houston.
Le 4 mars 2019, son contrat expire, il n'est pas prolongé et quitte la franchise texane sans avoir joué la moindre minute sous le maillot de celle-ci.
Le 22 mars 2019, il signe jusqu'à la fin de la saison avec les Rockets de Houston.
Le 31 juillet 2019, il est coupé par les Rockets de Houston.
Le 5 janvier 2019, il signe un contrat two-way avec les Nets de Brooklyn. Il est coupé pendant la pré saison 2020-2021 puis signé à nouveau par les Nets de Brooklyn, toujours sous forme de contrat two-way, le 22 décembre 2020.
Le 14 août 2021, il signe un contrat two-way en faveur des Warriors de Golden State.
Le 1er novembre 2023, le Saski Baskonia officialise l'arrivée de Chiozza avec un contrat portant sur la saison en cours.